# Pterolophia approximata
Pterolophia approximata là một loài bọ cánh cứng trong họ Cerambycidae.